# Sonidos de karmática resonancia
Sonidos de Karmática Resonancia es el séptimo y actúa álbum de estudio de la banda de rock alternativo Zoé. lanzado el 16 de abril del 2021 por Universal Music Group de México.
Este álbum fue el primero de la banda en el cual no tuvo la participación de su productor Phill Vinall, quién ha dirigido todas las producciones de la banda y quién también ha trabajado con las bandas Placebo, Pulp y Radiohead. Fue completamente producido por Craig Silvey, ingeniero de audio que ha participado con el Kronos Quartet, con el guitarrista Santana, Arctic Monkeys y Jesse & Joy.

## Lista de canciones[4]
| N.º | Título                       | Duración |  |
| 1.  | «Popular»                    | 4:32     |  |
| 2.  | «Karmadame»                  | 4:45     |  |
| 3.  | «Velur»                      | 4:08     |  |
| 4.  | «El Duelo»                   | 4:15     |  |
| 5.  | «SKR»                        | 5:12     |  |
| 6.  | «Canción de Cuna para Marte» | 4:46     |  |
| 7.  | «Tepoztlán»                  | 5:21     |  |
| 8.  | «Fiebre»                     | 4:30     |  |
| 9.  | «Ese Cuadro No Me Pinta»     | 7:06     |  |
| 10. | «Bestiario»                  | 4:19     |  |

## Personal
Zoé
- Jesús Báez - Sintetizadores, Órganos, Pianos y demás artefactos.
- Rodrigo Guardiola - Batería y Percusiones.
- León Larregui - Voz, Aparatos y Cajas Dronísticas.
- Sergio Acosta - Guitarras acústicas y eléctricas.
- Ángel Mosqueda -  Bajo y Guitarra acústica en Bestiario.